# アルバ (衣服)

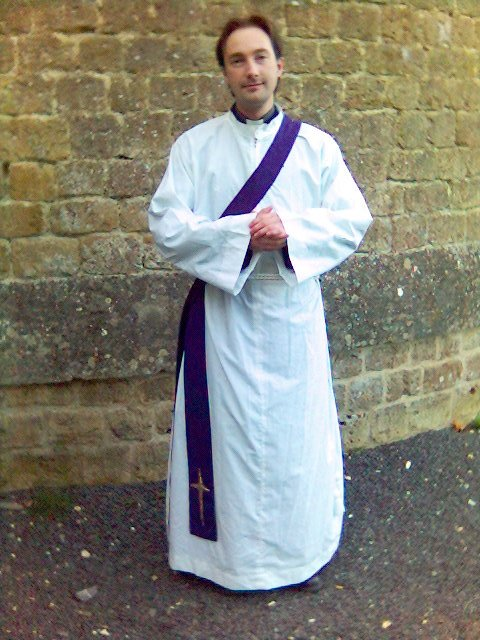
アルブを着た聖公会の司祭。但しこの司祭はストールを執事のように着用し、執事の祭服着用の模様を撮影させている。

アルバ（Alba）はカトリック教会、聖公会、ほかプロテスタントの一部といった、西方教会の礼拝で用いられる衣服。日本聖公会では「アルブ」と表記する。
くるぶし迄ある、ゆったりとしたローブであり、通常はひもを用いて腰回りをしめる。

## 現代
カトリック教会においては、ミサ時の装束として司祭や助祭だけでなく、信徒奉仕者も用いている。司祭や助祭はアルバの上にカズラやストラ、あるいはダルマティカをまとってミサをたてる。カトリック教会においては、第2バチカン公会議以前にはレースの技巧がこらされたアルバがよく用いられたが、現代ではシンプルなアルバが用いられている。
聖公会においては、主教、司祭、執事がアルブを着用する。

## 由来
古代ローマで用いられたチュニックがもとになっている。初代教会のころから聖職者の衣装として用いられていたとされる。
当時のチュニックは丈が膝までの半袖であり、一般に毛織物製であったが、礼拝に使用されたものは白い麻などで作成された。このことからラテン語で白色を意味する語"albus"（アルブス）から「アルブ」（アルバ）と呼ばれるようになった。司祭の身の潔浄と潔白を意味する。